# 14367 Hippokrates
14367 Hippokrates este o planetă minoră (asteroid), cu un diametru de 6,294 km, din centura de asteroizi. A fost descoperită pe 8 septembrie 1988 la Thüringer Landessternwarte Tautenburg⁠(d) de Freimut Börngen și a fost numită după Hippocrate. 
Obiectul prezintă o orbită caracterizată de o semiaxă mare de 3,1377822 UAi, o excentricitate de 0,2, o înclinație de 1,38142 ° în raport cu ecliptica.